# De Cewsville
De Cewsville – meteoryt kamienny należący do chondrytów oliwinowo-bronzytowych H 6 spadł 21 stycznia 1887 roku w kanadyjskiej prowincji Ontario. Z miejsca spadku pozyskano 340 g materii meteorytowej.